# ヤマタヌキラン
ヤマタヌキラン Carex angustisquama はカヤツリグサ科スゲ属の植物の1つ。タヌキランに似て、房状の穂をやや垂れ下がるようにつける。特に火山や温泉などに見られる硫黄化合物を含む火山性ガスの噴出口周辺にのみ出現し、大きな群落を作ることで注目される。

## 特徴
往々に群生を作る多年生の草本。根茎は斜めに伸び、まばらな集団をつくる。葉は幅が3～5mm、裏面は粉白色を帯びている。これは乳頭状突起が密生しているためである。花茎は高さ20～50cmになるが、これは果実の成熟頃に葉よりも高くなっての数字である。基部には葉身のない鞘があり、褐色から赤褐色に色づく。
花期は6～7月。花茎は基部側ではなめらかで、先端近くでは多少ざらつきがある。花序は小穂を4～6個つける総状花序で、頂小穂が雄性で、雄小穂は単独、側小穂は雌性である。小穂の基部の苞は鞘がなく、葉身の部分は上の方では刺状となっているが下部のものは葉状に発達し、最下の小穂のそれは花序の長さと同じ程度の長さになる。また葉身部の基部には褐色の葉舌が発達している。雄性の頂小穂は円柱形で長さ1～2.5cm、長さ1～5cmの柄がある。雄花鱗片は濃赤褐色に色づき、先端は鈍く尖っている。なお、頂小穂は雄性であるが、まれに雌花が混じることがある。雌性の側小穂は楕円形～円柱形で長さは1～3cm、幅は7～8mm、細長い柄があって垂れ下がる。またこの柄の基部にはそれを包む前葉が見えており、淡褐色を呈する。これは他の種類にもほぼ必ずあるものであるが、短くて鞘に隠れるか、隠れなくても目立たないことが普通である。雌花鱗片は黒紫色で先端が尖り、それが包む果胞より短くて幅も狭い。果胞は長さ4～5mm、卵形で先端側は嘴状に突き出すもののごく短く、その先の口部は凹んだ形となっている。なお、縁に沿って小さな刺毛が並んでいるがそれ以外は無毛で、脈ははっきりせず、まばらに赤紫色の斑紋がある。痩果は緩やかに果胞に包まれており、卵形で長さ1.5mm。柱頭は2つに裂け、また長く残っている。

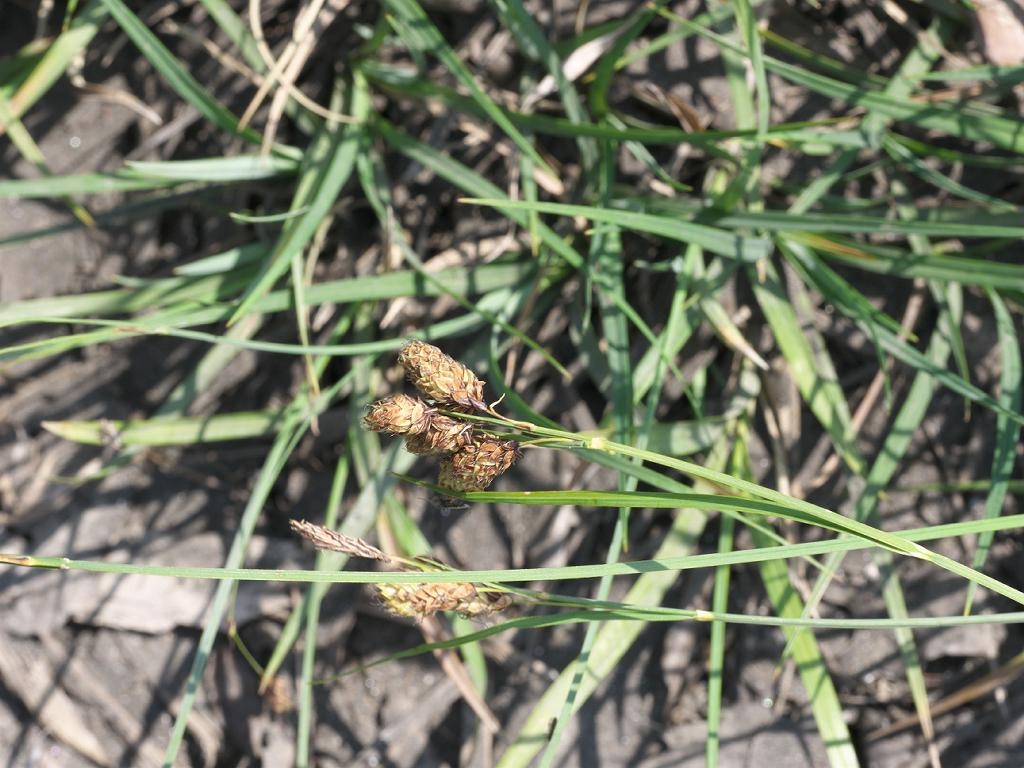
穂の先端部
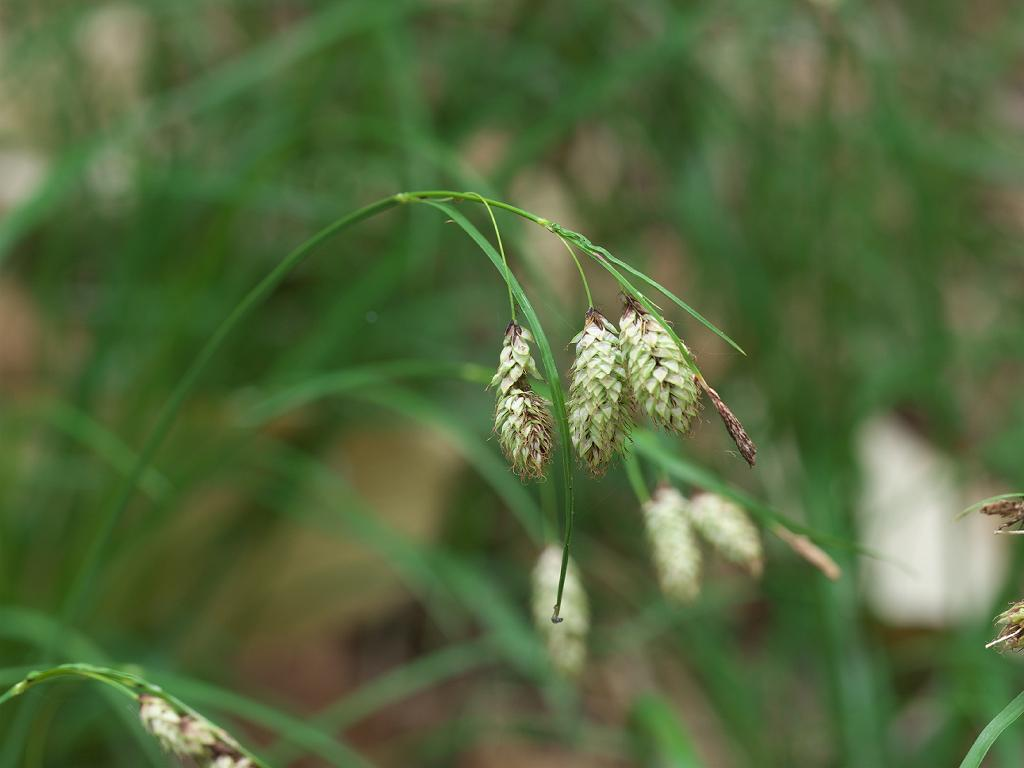
日陰でやや伸びて育った姿
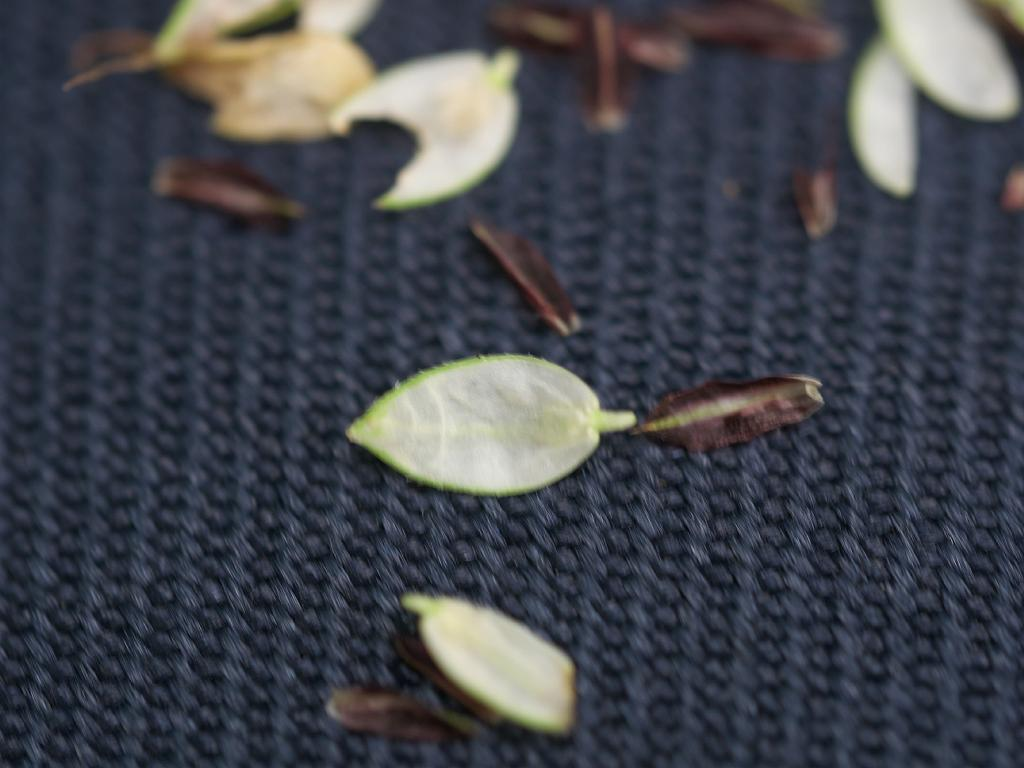
果胞と雌花鱗片

## 分布
日本の固有種であり、国内でも東北地方のみから知られている。スゲの会(2018)によると本種の標本記録は見事に東北6県のみ、かつその範囲の全県にまたがっている。

## 生育環境
『火山の水湿地』とか『火山の水湿荒原』と言った記述もあるが、実際にはもっと限定的である。火山や温泉で往々に見られる噴気活動はごく弱い火山活動であり、まとめて噴気孔と呼ばれる。これはそのガスの成分によって分類され、硫化水素や亜硫酸ガスを多く含む火山ガスを噴出するものを硫気孔と呼ぶ。このようなものの周囲にはきわめて特異な植生が成立することが知られ、それを硫気孔原植生と呼ぶ。本種はこのような植生の構成種であり、その中でも硫気孔に一番近い、最前線に出現する植物として知られている。また本種は硫気孔原のみに生育する種、との判断もある。そのような硫気孔に一番近くの部分では本種がほぼ純群落の形で見られる。

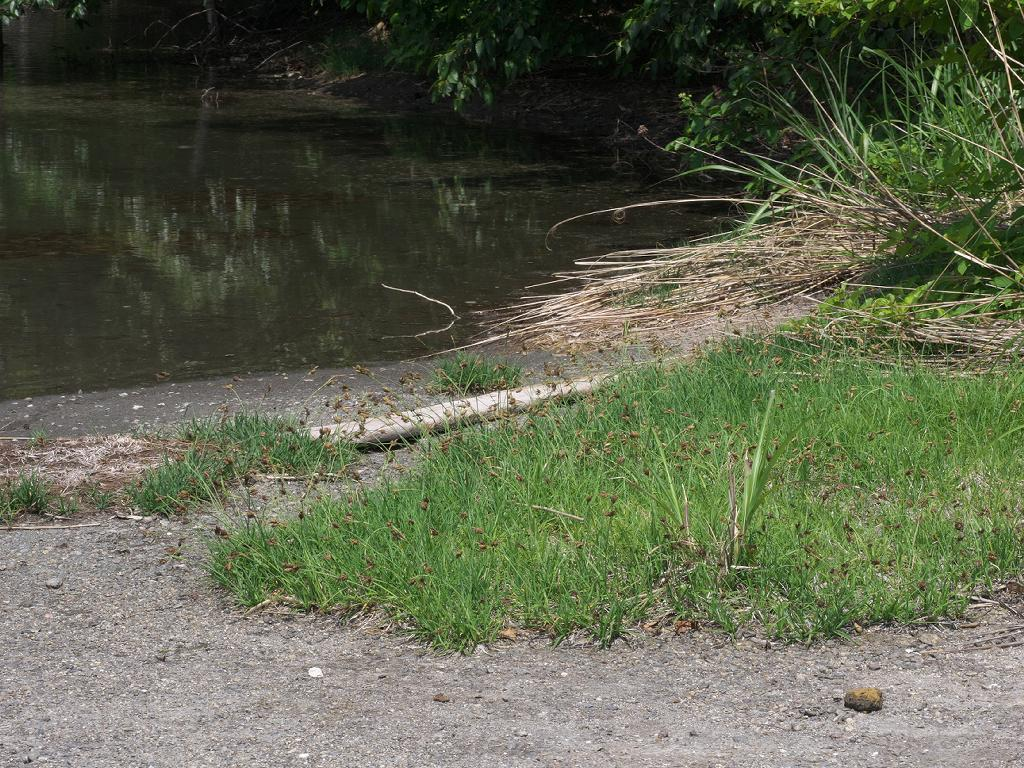
酸性湖の岸辺の群落 宮城県・潟沼
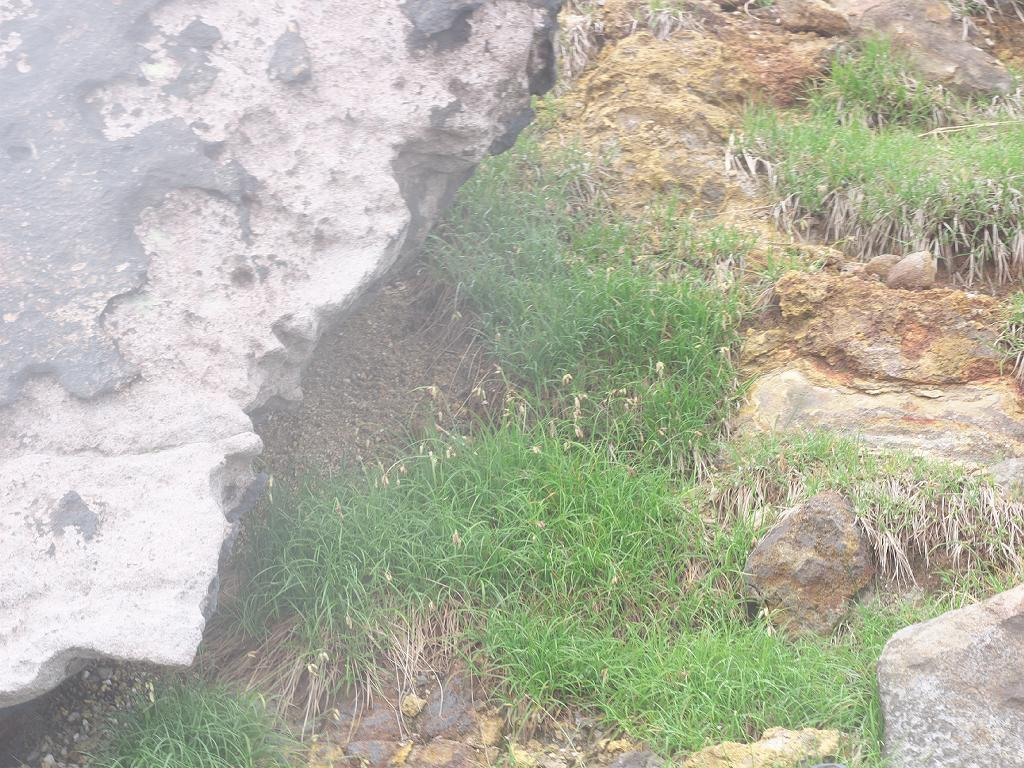
温泉の脇に出現した例 岩手県・須川高原温泉
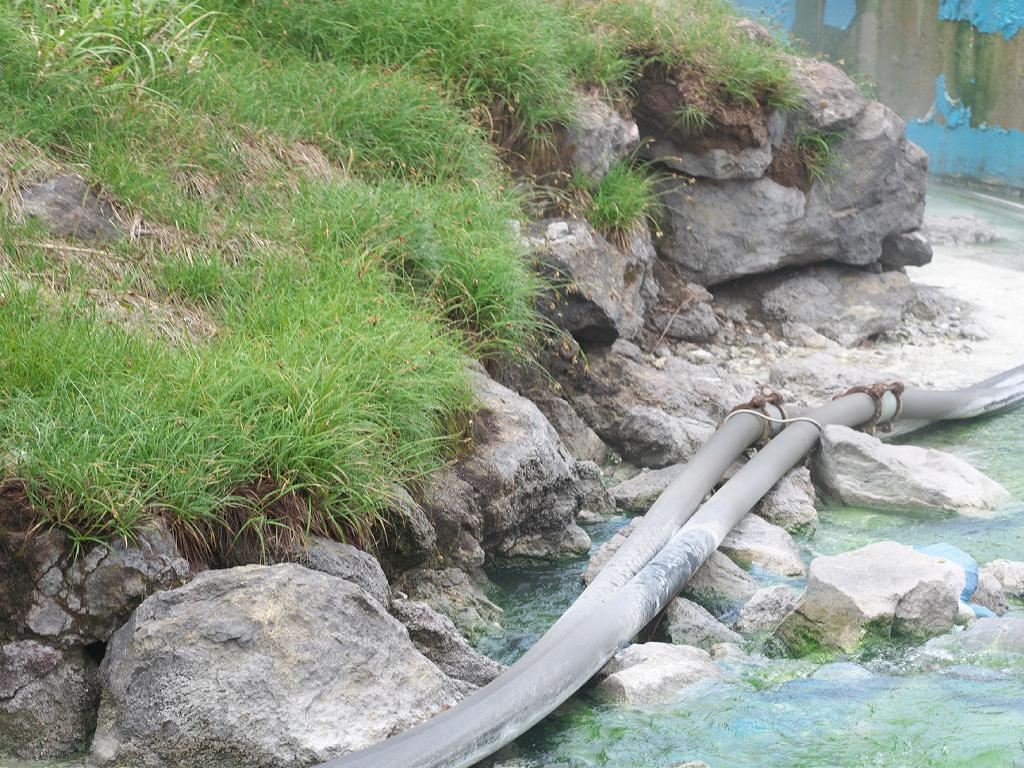
同・一面に繁茂した群落

### 生育に関わって
本種は上記のように特殊な生育環境を好むこと、同時にそのような地には通常の植物群落が成立しがたいことなどから多くの関心が向けられてきた。本種の生育状況を具体的に見ると、たとえば宮城県の荒雄岳の片山地獄では以下のようであった。まず噴気孔の周辺には植物群落が存在しない裸地の区域があり、その外側に本種の群落が点在する区域がある。この区域に見られるのは本種の他に苔類であるチャツボミゴケ Jungermannia thermarum、および地衣類であるイオウゴケ Cladonia theiophila が見られ、チャツボミゴケ単独の植生は水流のある地に発達し、本種の群落は単独の場合もあったが多くではこのコケが同時に生えている。他方、本種にイオウゴケを伴う群落もあり、それらではウラジロヨウラクやサラサドウダンなどのツツジ科の低木やススキを伴い、本種の生育はあまりよくなかった。さらにその外側には本種とチャツボミゴケの群落、本種とイオウゴケの群落が谷部分に、そしてそれ一階の部分ではススキと低木からなる植生が広がり、そこに本種もまばらに生育していた。この地で本種の実生を探すと、チャツボミゴケの集団の上に多く見られ、また本種の群落が多く見られる区域の裸地にも見つかったという。
この地でpHを測定したところ、噴気孔周辺では1.3、その周囲の裸地で2.3などであるが外周のススキ群落では3.3以上の数字を示した。そんな中、本種の群落のある区域ではその値は2.6から3程度の範囲で、強い酸性を示していた。
また硫酸イオンの濃度もこれらの分布と直接に関係があり、地域内の谷部の裸地ではその濃度が高く、本種を含む群落の土壌では微量に検出できた。それに対して外周部のススキ群落などではほとんど検出されなかった。このことから硫酸イオンは降水によって洗い流され、谷部に蓄積したことが推定される。その上で本種はその濃度の低い場所に群落を形成し、洗い流されてほとんど残っていない場所にススキや低木が侵入することができるらしい。
このようなことからこの地域での植生の変遷を考えると、以下のようなことが考えられる。まず裸地に最初に侵入できるのは本種とチャツボミゴケであり、チャツボミゴケは水流のある谷部に、本種の方はその近くの位置に群落を形成する。次にススキや低木は降水によって硫酸イオンが流されてpH  が低下した場所に侵入してくるが、水流がある地では洗い流されてきた硫酸イオンが蓄積するために侵入することができず、本種を中心とした群落が維持される。

### 生活史と関連して
本種は根茎を出し、互いに多少の距離を置いた株の集団を形成し、あるいは一面に広がったカーペット状の大きな集団を形成して生育している。本種は春に新芽を出し、また花茎を伸ばして開花結実するのであるが、その後に根茎を伸ばして葉をつけた株の数を増加させる。種子より発芽したものではその初期に根茎を延ばして株数を増やせることが定着の可能性を高めている。また、根茎には短いものと長いものがあり、コロニー形成の初期には短い根茎を多数出し、集団がある程度大きくなると長い根茎を出すようになる。コロニーはすべて根茎でつながり合った単一の種子に由来する栄養生殖で増加した個体の集団となっている。コロニーを形成している株では短い根茎数本と長い根茎を1～2本出す、という型になっている。他方、カーペット状の集団では個々にはコロニー形成した単一の種子に由来する集団が互いに密接に集まった形となっており、それらの株では根茎の出る数は少なく、また長さは長いものと短いものの中間程度となっていた。これらのことから種子に由来するものは素早く栄養生殖をしてコロニーを形成すること、それに対してカーペット状の集団では種子由来に新規追加はほとんどなく、個々のコロニーは株の増加を抑制して密度を一定に保つ傾向があり、おそらくは他種の侵入を阻むことに意味があると思われる。

## 分類、類似種など
本種は頂小穂雄性で側小穂雌性、苞に鞘がなく、果胞に毛があり、柱頭は2裂、といった特徴から勝山(2015)はタヌキラン節 Sect. Podogynae としている。この節には国内に本種を含めて4種が知られるが、本種は果胞に柄がないこと、果胞の嘴がごく短いこと、および果胞の縁沿いに毛があるもののそれ以外はほぼ無毛である点で他の種と区別できる。もっとも上記のような本種の生育環境の状況から他種と混同することはあまり考えがたい。

## 分子系統の観点から
本種に関する分子系統の研究から、本種がコタヌキラン C. doenitzii に最も近縁で、この2種で1つのクレードを構成することが明らかになった。しかしそれ以上に興味深いのは、本種の遺伝的多様性がこの姉妹種に比べて遙かに低かったことで、確認された16の配列において、本種の大部分の標本で完全な一致が示された。つまりこの範囲では本種の遺伝的多様性はほぼ無い、との結果である。本種は上記のような特殊な土壌環境に適応して種分化した過程でその遺伝的多様性を大きく減じたものと考えられる。

## 保護の状況
環境省のレッドデータブックには取り上げられていないが、県別では秋田県で絶滅危惧II類、宮城県で準絶滅危惧に指定されている。